# Turnstiles
Turnstiles es el cuarto álbum de estudio de Billy Joel, lanzado en 1976. En parte, el álbum fue realizado para celebrar el regreso de Billy Joel a la ciudad de Nueva York tras su estancia en California. Tres de las canciones del álbum son sobre Nueva York: «Summer, Highland Falls», «New York State of Mind» y «Miami 2017 (Seen the Lights Go Out on Broadway)». Adicionalmente, Billy Joel inicia el álbum con «Say Goodbye to Hollywood» (inspirada por Phil Spector), y también incluye «I've Loved These Days», una expresión de arrepentimiento al dejar la elegancia supercial californiana.

## Lista de canciones
Todas las canciones por by Billy Joel.
1. «Say Goodbye to Hollywood» – 4:36
2. «Summer, Highland Falls» – 3:15
3. «All You Wanna Do Is Dance» – 3:40
4. «New York State of Mind» – 5:58
5. «James» – 3:53
6. «Prelude/Angry Young Man» – 5:13
7. «I've Loved These Days» – 4:31
8. «Miami 2017 (Seen the Lights Go Out on Broadway)» – 5:12

- Datos: Q1539103